# Émile-Jean Mandrillon
Émile-Jean Mandrillon est un homme politique français né le 10 juillet 1881 aux Rousses (Jura) et décédé le 27 juin 1957 à Montpellier (Hérault).

## Biographie
Percepteur à Boën-sur-Lignon de 1904 à 1912, il quitte l'administration pour l'industrie du bois. Il est maire de Boën-sur-Lignon et conseiller général en 1914. Il est député de la Loire de 1924 à 1928, inscrit au groupe radical.

## Sources
- « Émile-Jean Mandrillon », dans le Dictionnaire des parlementaires français (1889-1940), sous la direction de Jean Jolly, PUF, 1960 [détail de l’édition]